# Robert Rogan
Robert Rogan (ur. 4 lutego 1969 w Gubinie) – polski piłkarz występujący na pozycji pomocnika, trener piłkarski.

## Życiorys
Wychowanek Cariny Gubin. Na początku seniorskiej kariery grał w Carinie Gubin i KKS Kalisz. W styczniu 1992 roku został zawodnikiem GKS Bełchatów. W sezonie 1994/1995 awansował do I ligi. W najwyższej polskiej klasie rozgrywkowej zadebiutował 29 lipca 1995 roku w przegranym 3:4 spotkaniu z Górnikiem Zabrze, a pierwszego gola zdobył w ósmej kolejce ligi, w wygranym 1:0 spotkaniu z Rakowem Częstochowa. W I lidze wystąpił w 48 meczach, zdobywając trzy gole. Od 1997 roku występował w drugoligowych klubach: RKS Radomsko, Varcie Namysłów i Świcie Nowy Dwór Mazowiecki. Od sierpnia do października 2000 roku był piłkarzem fińskiego RoPS. W Veikkausliidze zadebiutował 19 sierpnia w wygranym 1:0 meczu z MyPa. Następnie grał w klubach III ligi: LKS Gomunice, Unii Skierniewice i Unia Janikowo. 
W 2003 roku został grającym trenerem Warty Działoszyn, a później identyczną rolę pełnił w Omedze Kleszczów. W 2005 roku rozpoczął pracę jako trener piłkarzy Astorii Szczerców. Z klubem tym awansował do IV ligi. Pod koniec 2014 roku zrezygnował z tej funkcji. W latach 2015–2016 trenował zawodników Świtu Kamieńsk. Następnie został trenerem MLKS Konopnica. W 2019 roku objął stanowisko koordynatora ds. młodzieży w GKS Bełchatów. Po odejściu z tego stanowiska, w 2020 roku ponownie został trenerem MLKS Konopnica.

## Statystyki ligowe
| Sezon         | Klub                      | Liga          | Mecze | Gole |
| ------------- | ------------------------- | ------------- | ----- | ---- |
| 1991/1992 (w) | GKS Bełchatów             | II liga       | 17    | 2    |
| 1992/1993     | GKS Bełchatów             | II liga       | 21    | 0    |
| 1993/1994     | GKS Bełchatów             | II liga       | 30    | 6    |
| 1994/1995     | GKS Bełchatów             | II liga       | 29    | 8    |
| 1995/1996     | GKS Bełchatów             | I liga        | 33    | 3    |
| 1996/1997 (j) | GKS Bełchatów             | I liga        | 15    | 0    |
| 1996/1997 (w) | RKS Radomsko              | II liga       | 15    | 2    |
| 1997/1998 (j) | GKS Bełchatów             | II liga       | 0     | 0    |
| 1997/1998     | Varta Namysłów            | II liga       | 22    | 0    |
| 1998/1999     | RKS Radomsko              | II liga       | 27    | 2    |
| 1999/2000     | Świt Nowy Dwór Mazowiecki | II liga       | 33    | 3    |
| 2000 (j)      | Rovaniemen Palloseura     | Veikkausliiga | 12    | 0    |
| 2000/2001     | Świt Nowy Dwór Mazowiecki | II liga       | 19    | 0    |
| 2001/2002 (j) | LKS Gomunice              | III liga      | ?     | ?    |
| 2001/2002 (w) | Unia Skierniewice         | III liga      | ?     | ?    |
| 2002/2003     | Unia Janikowo             | III liga      | 17    | 1    |